# Aotus jorgehernandezi
Aotus jorgehernandezi is een zoogdier uit de familie van de nachtaapjes (Aotidae). De wetenschappelijke naam van de soort werd voor het eerst geldig gepubliceerd door Defler & Bueno in 2007.
Er is slechts een exemplaar bekend, een vrouwtje dat in het Colombiaanse departement Quindío in gevangenschap werd gevonden maar naar verluidt uit het Parque de los Nevados op de grens van Quindío en Risaralda kwam. Dit exemplaar werd in 2007 als holotype voor een nieuwe soort gebruikt die op basis van zijn karyotype werd gedefinieerd. Het heeft 2n = 50 chromosomen; het karyotype omvat negen acrocentrische, drie submetacentrische en twaalf metacentrische paren. Ook de bandpatronen op de chromosomen zijn diagnostisch.

## Kenmerken
Het holotype heeft een grijze nek. Boven de ogen bevinden zich twee witte vlekken met daartussen een zwarte streep. Ook onder de ogen bevindt zich witte vacht. De vacht aan de onderkant van de armen is dik en wit.